# Zielęcin (Sieradz)
Pour les articles homonymes, voir Zielęcin.
Zielęcin est une localité polonaise de la gmina de Warta, située dans le powiat de Sieradz en voïvodie de Łódź.